# 武田安正
武田 安正（たけだ やすまさ）は、日本の実業家。アクセンチュア代表取締役副社長。

## 来歴
- 1983年 - 東京理科大学工学部経営工学科卒業，アンダーセンコンサルティング入社
- 1987年 - マネージャーに就任
- 1994年 - パートナーに就任
- 1995年 - 日本官公庁本部統括パートナーに就任
- 2006年 - 代表取締役副社長に就任

## 業務上の実績
- 中央官庁におけるeGovernment（電子政府）に関する調査・研究及び計画策定
- 中央官庁・地方自治体における情報化・機械化による事務プロセス改革
- 特殊法人における経理・会計処理の事務プロセス改革
- 独立行政法人における経理・会計処理の事務プロセス改革
- 国会における議事運営の情報化による事務プロセス改革
- 中央官庁、地方自治体、特殊法人における事業評価及びシステム監査の実施
- 地方自治体における防災ネットワーク検討
- 大手証券会社におけるシステム全面更改のための計画策定
- 大手総合リース会社におけるリース及び貸金業務システムの構築

## 著書
- 「アウトソーシングの実践と組織進化」（ダイヤモンド社、1996年）
- 「役所の経営改革～目指せ ハイパフォーマンス・ガバメント～」（日本経済新聞社、2000年）